# Maestro Mino
Mino del Reame (fl. XV-XVI secolo) è stato un presunto scultore italiano del Rinascimento, attivo a Roma nel 1460-1480 circa. Sulla base di alcune opere firmate "Minus", alcuni autori ne ricostruirono la figura sovrapponendola a quella del personaggio citato da Vasari. Tuttavia la critica moderna dubita ormai della sua stessa esistenza, riconducendo molte le opere a lui già attribuite al toscano Mino da Fiesole, che pure lavorò a Roma in quegli anni dopo essere stato attivo nel regno di Napoli, da cui forse l'equivoco.

## Biografia
Citato dal Vasari, che non fornisce alcun dato anagrafico, è ricordato solo per la rivalità che lo animava nei riguardi del suo coetaneo Paolo Romano, quasi che il biografo usasse la sua figura per far risaltare quella del rivale Paolo.
Secondo il Vasari, tanto valente e modesto era Paolo Romano quanto insolente, arrogante e presuntuoso, era Mastro Mino (o Mino del Regno o del Reame), più abile a farsi valere a parole che non con le opere. A questo riguardo il Vasari racconta l'episodio della provocazione che fece Mastro Mino ai danni di Paolo Romano quando quest'ultimo ricevette l'incarico da Pio II di realizzare alcune figure in marmo, di cui una probabilmente si può identificare nella statua di San Paolo poi posta all'inizio del ponte Sant'Angelo da Clemente VII.
Dato il prestigio della commessa, volendo Mastro Mino procacciarsela a danno del rivale, uomo mansueto e operoso, lo tormentò con ogni provocazione possibile nell'intento di indurlo a rinunciare, arrivando anche a dire di essere disposto a scommettere 1000 ducati, poi prudentemente ridotti a soli 100, che Paolo Romano non solo non sarebbe stato in grado di soddisfare l'alto committente, ma neppure avrebbe osato accettare tale importante commissione. Invece il Romano non solo accettò l'incarico ma lo condusse a così ottimo risultato da esserne molto lodato, di modo che Mastro Mino perse insieme ai ducati anche la reputazione. 
Il Vasari ascrive alcune opere a Mastro Mino che invece vanno attribuite sia a Paolo Romano che a Mino da Fiesole. Tra queste, un'opera perduta è una sepoltura realizzata a Montecassino  per i monaci neri (benedettini cosiddetti dall'abito talare nero) del regno di Napoli.